# Szászkézdi erődtemplom
A szászkézdi erődtemplom műemlékké nyilvánított épület Romániában, Maros megyében. A romániai műemlékek jegyzékében az MS-II-a-A-15782 sorszámon szerepel; emellett az Erdély erődtemplomos falvai elnevezésű világörökségi helyszín része.